# Куликов, Иван Николаевич
Иван Николаевич Куликов (1925, дер. Пронино Краснохолмского района Калининской области — 16 января 1944, Пулково, Ленинградская область) — гвардии красноармеец 191-го гвардейского стрелкового полка 64-й гвардейской стрелковой дивизии 42-й армии, Ленинградского фронта, Герой Советского Союза (1944).

## Биография
Родился в 1925 году в деревне Пронино Краснохолмского района Калининской области в семье крестьянина. С 1929 жил в городе Ленинграде. Окончил 5 классов ленинградской школы № 155 и работал в столовой.
В Красной Армии с января 1943 года. Иван Куликов воевал на передовой под Ленинградом. В 1943 году получил ранение в левую руку в боях под Синявино. Погиб 16 января 1944 года в боях за село Койрово у Чёрной речки (под Ленинградом), закрыв своим телом амбразуру немецкого дзота.

## Награды
Звание Героя Советского Союза присвоено 5.10.1944 посмертно. Награждён Золотой Звездой Героя Советского Союза, орденом Ленина и медалью «За оборону Ленинграда».

## Память
Был первоначально похоронен в деревне Верхнее Койрово, и долгое время мать не могла найти могилу сына из-за ошибки, допущенной писарем в похоронке. Теперь Иван Куликов покоится в братской могиле гвардейцев, погибших в 1944 году при снятии блокады Ленинграда на воинском кладбище «Высота Меридиан» (Пулковское шоссе). На месте временных надгробий в конце 1940-х годов была установлена стела. На центральном мемориале захоронения надпись: «Вечная память героям-гвардейцам, павшим в боях за город Ленина. Январь, 1944 год».
- Именем Героя названа одна из улиц в Петербурге.
- в 1966 г. в память о Герое Советского Союза Куликове Иване Николаевиче, посёлок Киркко-Хиитола в Карелии переименован в Куликово[2]